# Wasserstandseiche

Die Wasserstandsmarkierung am Stamm der Eiche

Die Wasserstandseiche steht im Kellenhusener Forst im Kreis Ostholstein.
Die Eiche hat ihren Namen zur Erinnerung an die höchste Sturmflut des 19. Jahrhunderts in der Nacht vom 12. auf den 13. November 1872, allgemein als Ostseesturmhochwasser 1872 bekannt. Am Stamm der Eiche ist der Pegelstand mit einem roten Punkt markiert, und auf einem Findling neben der Eiche steht „Sturmflut 13. 11. 1872“.
In der Nähe gab es auch die Königseiche (bis zu 1000 Jahre alt), sie existiert allerdings nicht mehr. Ihr mächtiger Stamm liegt am Boden, ihr wurde ein anderer Sturm zum Verhängnis. Unter ihr soll sich einst ein dänischer König auf der Durchreise ausgeruht haben, daher der Name.

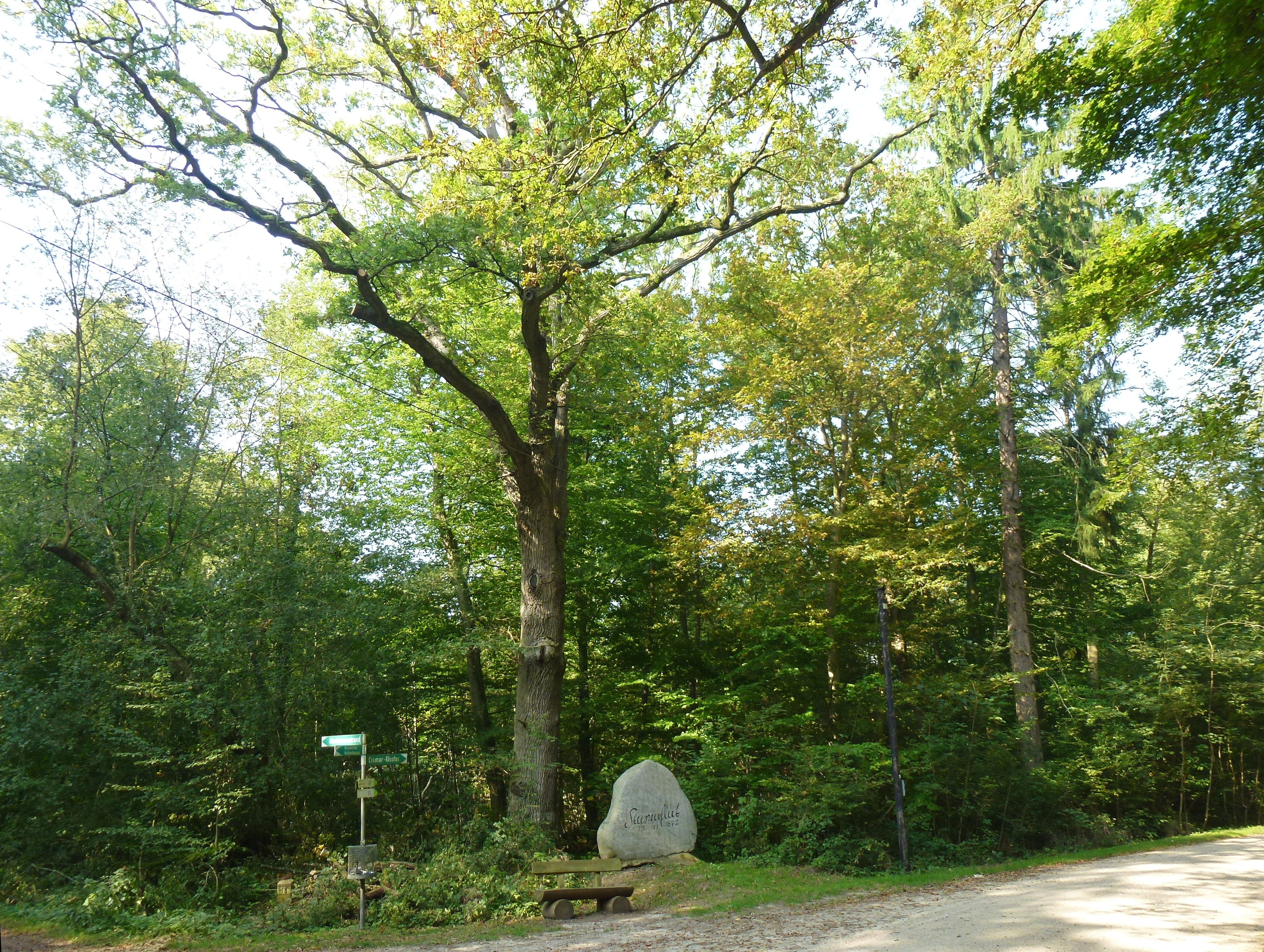
Wasserstandseiche mit Gedenkstein
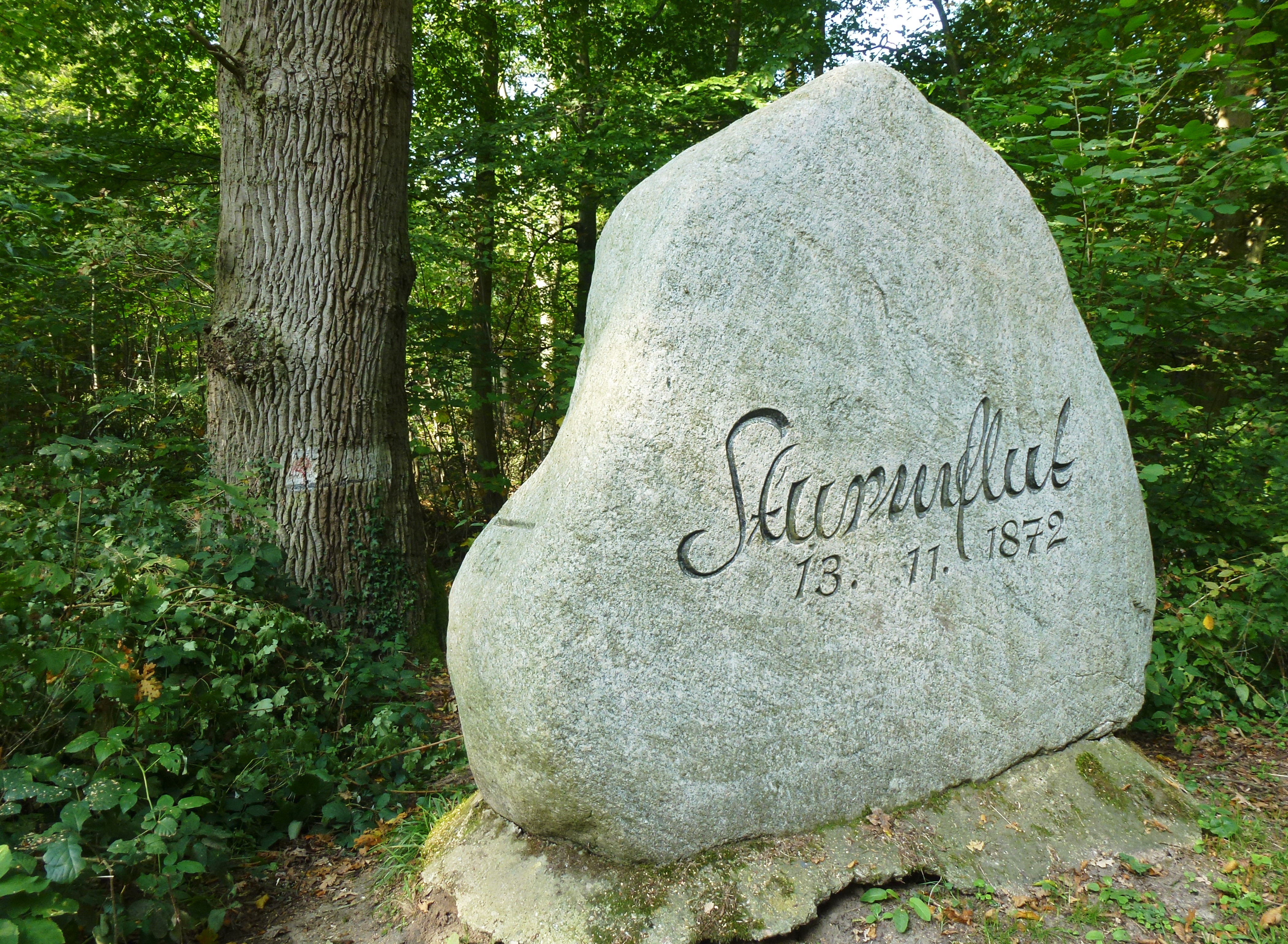
Gedenkstein vor dem Baum